# 羅馬城郊教區
羅馬城郊教區（拉丁語：Sede suburbicaria）指的是七個鄰近羅馬教區的天主教會教區，此七教區被做為天主教樞機的最高級別「主教級樞機」的領銜堂區。

## 實行
原先主教級樞機在實質上就是指這些羅馬城郊教區的正權主教，後來由於這些樞機們對於羅馬教廷的職責的參與使得他們無暇分身於教區本身的事務。有部分城郊教區甚至長年由輔理主教代為管理教務，最後在1910年由教宗庇護十世訂立了由輔理主教管理教區事務的制度。1962年，教宗若望二十三世更規定主教級樞機對於城郊教區僅為領其銜。而其中的奧斯底亞教區則併入羅馬教區，並依舊被作為樞機團團長的所領的教區之銜。因此，今日除奧斯底亞教區之外的六個教區各有自己的正權主教管理，而主教級樞機僅在名義上領其頭銜而無管理權。
其中奧斯底亞教區主教自1150年開始被任命為樞機團團長。此職原先是由資歷最長的樞機擔任，後由六位主教級樞機中選出。此外自1915年開始，樞機團團長就任後除被任命為奧斯底亞教區後，同時會保留其原先所管理的城郊教區。而在主教級樞機改制成羅馬城郊教區的領銜主教後，則是改成同時領有這兩個教區的頭銜。

## 羅馬城郊教區列表
- 奧斯底亞羅馬城郊教區
- 韋萊特里-塞尼羅馬城郊教區
- 波多-聖魯菲納羅馬城郊教區
- 弗拉斯卡蒂（塔斯卡盧姆）羅馬城郊教區
- 帕萊斯特里納羅馬城郊教區
- 阿爾巴諾羅馬城郊教區
- 薩比娜-波焦米爾泰托羅馬城郊教區

## 外部連結
- Listings with some minor sees